# Ana Car9lina + Um
Ana Car9lina + Um é o terceiro álbum ao vivo e o quinto DVD da cantora brasileira Ana Carolina, lançado em 29 de novembro de 2009 em CD, DVD e blu-ray. O álbum faz parte da série Multishow Registro, do canal Multishow.
Foi gravado nos dias 26, 27 e 28 de agosto de 2009 no Alto da Boa Vista, Rio de Janeiro, em um clima mais intimista, em comemoração aos seus 10 anos de carreira, tendo como base canções do álbum N9ve e outros sucessos de sua carreira, além da inédita "Mais que a Mim", com a participação de Maria Gadú e que foi lançada como primeiro single de divulgação do álbum.
A versão em CD recebeu certificação de Disco de Platina pelas mais de 100 mil cópias vendidas, assim como o DVD, que também recebeu certificação de Disco de Platina pelas mais de 50 mil cópias vendidas.

## Desenvolvimento
Estão presentes no projeto convidados como: Roberta Sá, Maria Bethânia, Angela Ro Ro, Zizi Possi, Seu Jorge, Gilberto Gil, Antonio Villeroy, John Legend, entre outros.
| “ | Não foi difícil escolher os convidados”, afirma e enumera: “Maria Bethânia não podia ficar de fora. Foi a primeira pessoa que gravou uma música minha. Seu Jorge é parceiro de tempos. A versão de Zizi Possi para ‘Ruas de Outono’ é tão definitiva que não posso mais cantar essa música sozinha. Maria Gadú é uma grande promessa, tem uma voz incrível, é uma grande compositora, e além do mais é uma pessoa de quem gosto muito. Tinha feito um blues para Chiara Civello que tinha ficado fora do disco e chamei Maria Gadú para gravar. Conheci a Gadú num sarau na casa do Totonho (Villeroy, que também participa do DVD) e fiquei impressionada com a voz dela, com o jeito de tocar e com a personalidade. A Gadú é uma pessoa artisticamente muito forte, tem muita coisa para acrescentar hoje em dia no país das cantoras. Roberta Sá, a gente já se frequenta há um bom tempo, vou na casa dela, a gente tentar compor e se encontrar. Gilberto Gil já tinha feito parceria no último disco e aí ele canta ‘Torpedo’ junto comigo no DVD. Ficou lindo! | ” |

## Faixas
| CD             |                                                           |                                |         |  |
| N.º            | Título                                                    | Compositor(es)                 | Duração |  |
| 1.             | "Cabide" (feat. Luiz Melodia)                             | Ana                            | 3:26    |  |
| 2.             | "Milhares de Sambas" (feat. Roberta Sá)                   | Ana                            | 3:28    |  |
| 3.             | "Eu Que Não Sei Quase Nada do Mar" (feat. Maria Bethânia) | Ana, Jorge Vercillo            | 3:10    |  |
| 4.             | "Homens e Mulheres" (feat. Angela Ro Ro)                  | Ana                            | 3:40    |  |
| 5.             | "Mais Que a Mim" (feat. Maria Gadú)                       | Ana, Chiara Civello            | 4:24    |  |
| 6.             | "Ruas de Outono" (feat. Zizi Possi)                       | Ana, Antonio Villeroy          | 3:58    |  |
| 7.             | "Tá Rindo, É?" (feat. Seu Jorge)                          | Ana, Mombaça, Antonio Villeroy | 3:59    |  |
| 8.             | "Torpedo" (feat. Gilberto Gil)                            | Ana, Mombaça, Gilberto Gil     | 3:59    |  |
| 9.             | "8 Estórias"                                              | Ana, Chiara Civello            | 4:17    |  |
| 10.            | "Heroína e Vilã" (feat. Antonio Villeroy)                 | Antonio Villeroy               | 3:51    |  |
| Duração total: | Duração total:                                            | Duração total:                 | 38:56   |  |

| DVD e blu-ray  |                                                           |                                    |         |  |
| N.º            | Título                                                    | Compositor(es)                     | Duração |  |
| 1.             | "Eu Que Não Sei Quase Nada do Mar" (feat. Maria Bethânia) | Ana, Jorge Vercillo                |         |  |
| 2.             | "10 Minutos (Dimmi Perché)"                               | Ana, Chiara Civello                |         |  |
| 3.             | "Homens e Mulheres" (feat. Angela Ro Ro)                  | Ana                                |         |  |
| 4.             | "Tá Rindo, é?" (feat. Seu Jorge)                          | Ana, Mombaça, Antonio Villeroy     |         |  |
| 5.             | "Milhares de Sambas" (feat. Roberta Sá)                   | Ana                                |         |  |
| 6.             | "Cabide" (feat. Luiz Melodia)                             | Ana                                |         |  |
| 7.             | "Torpedo" (feat. Gilberto Gil)                            | Ana, Mombaça, Gilberto Gil         |         |  |
| 8.             | "Mais Que a Mim" (feat. Maria Gadú)                       | Ana, Chiara Civello                |         |  |
| 9.             | "Resta" (feat. Chiara Civello)                            | Ana, Chiara Civello, Dulce Quental |         |  |
| 10.            | "Ruas de Outono" (feat. Zizi Possi)                       | Ana, Antonio Villeroy              |         |  |
| 11.            | "Heroína e Vilã" (feat. Antonio Villeroy)                 | Antonio Villeroy                   |         |  |
| 12.            | "8 Estórias"                                              | Ana, Chiara Civello                |         |  |
| 13.            | "Traição" (feat. Esperanza Spalding)                      | Ana, Chiara Civello                |         |  |
| 14.            | "Entreolhares" (feat. John Legend)                        | Ana, Antonio Villeroy, John Legend |         |  |
| Duração total: | Duração total:                                            | Duração total:                     | 52:00   |  |

## Vendas e certificações
| País          | Formato | Certificação | Vendas   |
| ------------- | ------- | ------------ | -------- |
| Brasil - ABPD | CD      | Platina      | 100,000+ |
| Brasil - ABPD | DVD     | Platina      | 50,000+  |